# Owsiczka
Owsiczka (Helictotrichon Besser) – rodzaj bylin z rodziny wiechlinowatych. Rodzaj w szerokim ujęciu obejmuje ok. 100 gatunków, a w wąskim ujęciu ok. 34. W szerokim ujęciu rodzaj jest rozpowszechniony w Europie, Azji, Ameryce Północnej i Południowej oraz w Afryce (w szerokim ujęciu należą tu wówczas m.in. gatunki wyodrębniane w rodzaj owsica Avenula, którego cztery gatunki występują w Polsce). W węższym ogranicza się do kontynentów na półkuli północnej i nie ma przedstawicieli w polskiej florze (poza gatunkiem uprawianym). 
Liczne gatunki mają duże znaczenie jako trawy pastewne.

## Rozmieszczenie geograficzne
W szerokim ujęciu rośliny te występują w Europie, Azji, Ameryce Północnej i Południowej oraz Afryce. W strefie międzyzwrotnikowej rosną w górach. Lokalne centra zróżnicowania występują we wschodniej i południowej Afryce, w basenie Morza Śródziemnego oraz w Azji Wschodniej. W wąskim ujęciu, po wyłączeniu rodzaju Trisetopsis występującego w Afryce subsaharyjskiej i południowej Azji, zasięg rodzaju obejmuje Eurazję, północno-zachodnią Afrykę i środkowo-zachodnią część Stanów Zjednoczonych.
Gatunki flory Polski
W wąskim ujęciu rodzaju należy tu tylko jeden gatunek w Polsce spotykany tylko w uprawie:
- owsiczka wieczniezielona Helictotrichon sempervirens (Vill.) Pilg.

W szerokim ujęciu rodzaju włączane są tu cztery gatunki z rodzaju owsica (druga nazwa naukowa odpowiada wąskiemu ujęciu rodzaju).
- owsica łąkowa Helictotrichon pratense (L.) Besser ≡ Helictochloa pratensis (L.) Romero Zarco
- owsica omszona Helictotrichon pubescens (Huds.) Besser ex Schult. & Schult. f. ≡ Avenula pubescens (Huds.) Dumort.
- owsica pstra Helictotrichon versicolor (Vill.) Schult. & Schult. f. ≡ Helictochloa versicolor (Vill.) Romero Zarco
- owsica spłaszczona Helictotrichon planiculme (Schrad.) Besser ex Schult. & Schult. f. ≡ Helictochloa planiculmis (Schrad.) Romero Zarco

## Systematyka
Pozycja systematyczna
Rodzaj należący do rodziny wiechlinowatych (Poaceae). W obrębie rodziny zaliczany do podrodziny wiechlinowych (Pooideae), plemienia Poeae, podplemienia Aveninae. W szerokim ujęciu rodzaj w obrębie podplemienia sytuowany jest w pozycji siostrzanej względem rodzajów owies Avena i rajgras Arrhenatherum.
W wąskim ujęciu z rodzaju wyodrębniono gatunki strefy międzyzwrotnikowej subsaharyjskiej Afryki i południowej Azji w rodzaj Trisetopsis. Dwa gatunki północno-zachodniej Afryki wyłączone zostały w rodzaj Tricholemma (Röser) Röser in Schlechtendalia 19: 34. 2009. Jeden gatunek – owsica omszona Avenula pubescens – wyodrębniony został do monotypowego rodzaju Avenula. Z gatunków strefy umiarkowanej półkuli północnej wydzielono rodzaj Helictochloa (23 gatunki).
Wykaz gatunków według Plants of the World Online
Zestawienie obejmuje gatunki w wąskim ujęciu rodzaju. Pozostałe, zaliczane tu w szerokim ujęciu wyłączane są do rodzajów: owsica Avenula, Helictochloa, Tricholemma i Trisetopsis.

- Helictotrichon abietetorum (Ohwi) Ohwi
- Helictotrichon bosseri Renvoize
- Helictotrichon cantabricum (Lag.) Gervais
- Helictotrichon convolutum (C.Presl) Henrard
- Helictotrichon cycladum (Rech.f. & T.C.Scheff.) Rech.f.
- Helictotrichon decorum (Janka) Henrard
- Helictotrichon delavayi (Hack.) Henrard
- Helictotrichon desertorum (Less.) Pilg.
- Helictotrichon devesae Romero Zarco
- Helictotrichon fedtschenkoi (Hack.) Henrard
- Helictotrichon filifolium (Lag.) Henrard
- Helictotrichon hideoi (Honda) Ohwi
- Helictotrichon hissaricum (Roshev.) Henrard
- Helictotrichon × krischae H.Melzer
- Helictotrichon krylovii (Pavlov) Henrard
- Helictotrichon leianthum (Keng) Ohwi
- Helictotrichon macrostachyum (Balansa & Durieu) Henrard
- Helictotrichon mongolicum (Roshev.) Henrard
- Helictotrichon mortonianum (Scribn.) Henrard
- Helictotrichon murcicum Holub
- Helictotrichon parlatorei (J.Woods) Pilg.
- Helictotrichon petzense H.Melzer
- Helictotrichon planifolium (Willk.) Holub
- Helictotrichon polyneurum (Hook.f.) Henrard
- Helictotrichon sangilense Krasnob.
- Helictotrichon sarracenorum (Gand.) Holub
- Helictotrichon sedenense (Clarion ex DC.) Holub
- Helictotrichon sempervirens (Vill.) Pilg. – owsiczka wieczniezielona
- Helictotrichon setaceum (Vill.) Henrard
- Helictotrichon sumatrense Ohwi
- Helictotrichon tianschanicum (Roshev.) Henrard
- Helictotrichon tibeticum (Roshev.) Keng f.
- Helictotrichon turcomanicum Czopanov
- Helictotrichon uniyalii Kandwal & B.K.Gupta
- Helictotrichon yunnanense S.Wang & B.S.Sun